# Fondamenta delle Zattere

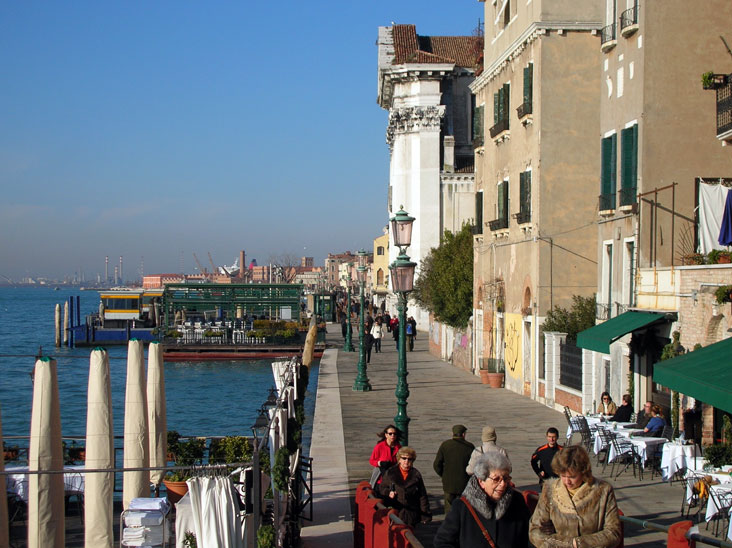

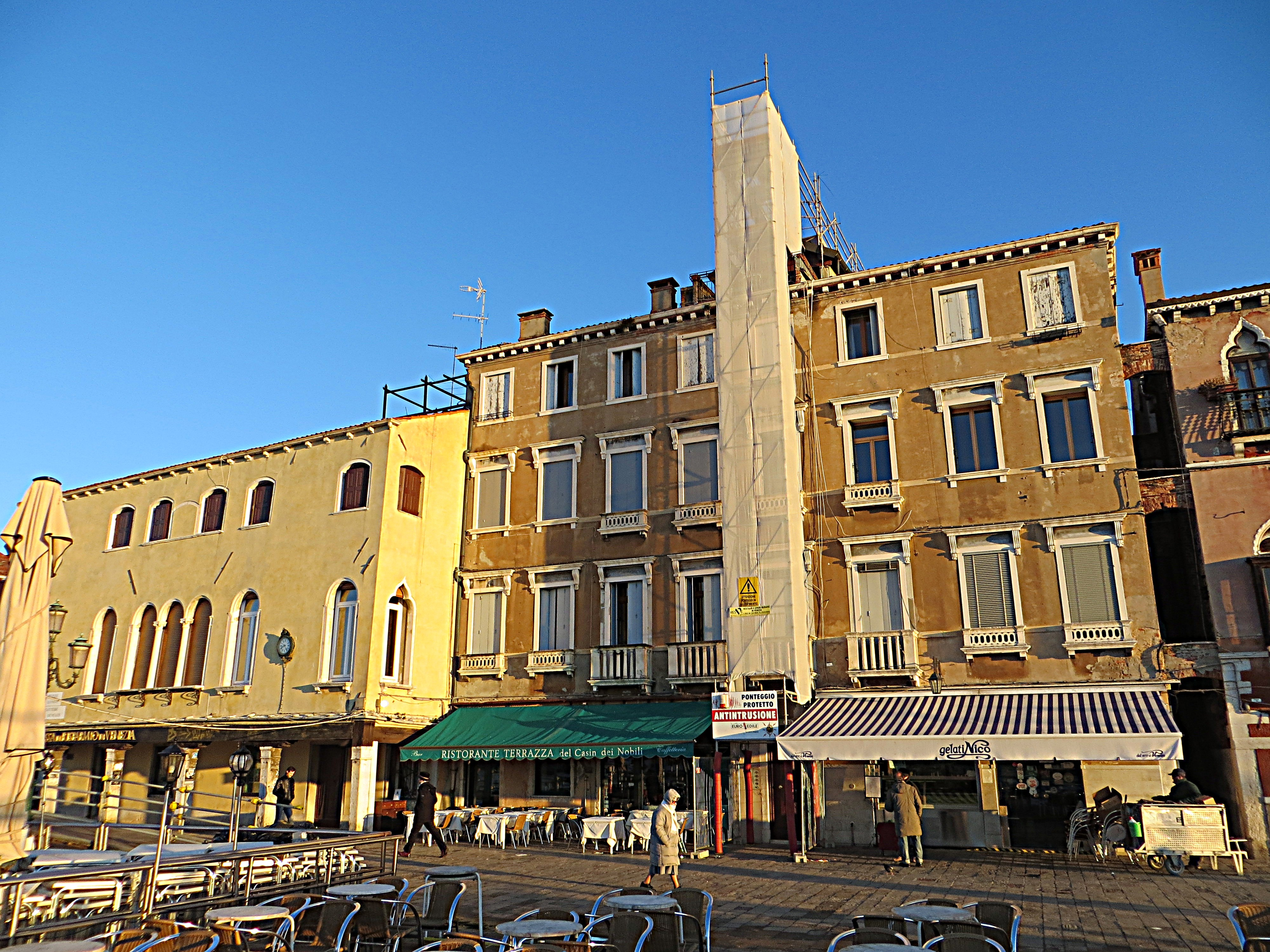

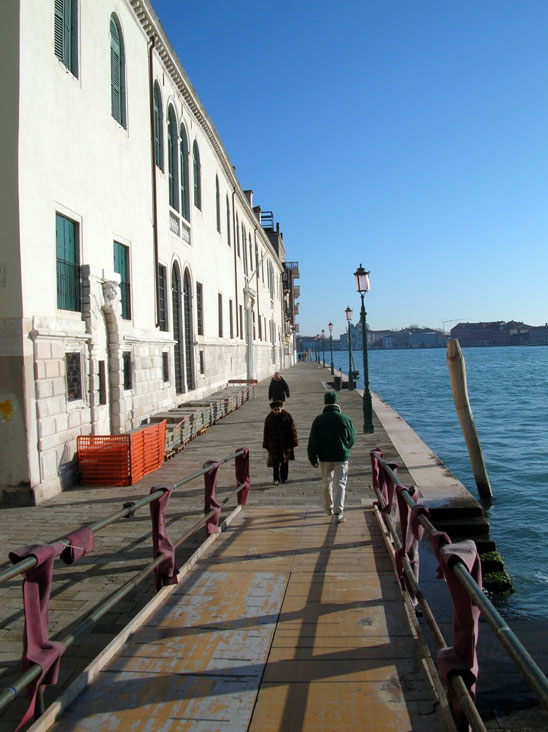

De Fondamenta delle Zattere (vertaald: kaai van Zattere) is een 1,5 km lange kaai in de sestiere Dorsoduro van de Italiaanse stad Venetië. De Zattere zoals de promenade soms afgekort wordt aangeduid, vormt de noordelijke boord van het Canale della Giudecca en vormt daarmee de zuidelijke grens van de Centro Storico, de eilanden die het historisch centrum van Venetië uitmaken.
De promenade loopt van bij het maritiem station in de wijk San Basilio tot de Punta della Dogana en het daarop gelegen voormalige douanegebouw Dogana da Mar waar het Giudecca-kanaal samen met het Canal Grande uitmondt in het Bacino San Marco. Vanop de Fondamenta delle Zattere heeft men over het water van het Canale della Giudecca uitzicht op het eiland Giudecca over het grootste deel van de kaaien, zicht op San Giorgio Maggiore in het oosten en zicht op Sacca Fisola en Sacca San Biagio in het westen.
De kaai aan de waterkant is open naar het zuiden, en bij zonnig weer, een traditionele bestemming voor wandelingen. Langs de Zattere bevinden zich ook een hele reeks bars, ijssalons en restaurants.
De Fondamenta delle Zattere is toponymisch verdeeld in vijf secties, beginnend van San Basilio in het westen naar het Bacino San Marco in het oosten:
- de Zattere al Ponte Longo, beginnend aan de ponte Molin over het kanaal rio de San Basilio
- de Zattere ai Gesuati, beginnend aan de ponte Longo over de rio di San Trovaso, en met als oriëntatiepunten de Chiesa di Santa Maria della Visitazione (of degli Artigianelli) en de Chiesa dei Gesuati (Santa Maria del Rosario)
- de korte Zattere agli Incurabili, van aan de ponte de la Calcina over de Rio di San Vio
- de Zattere allo Spirito Santo, van aan de ponte agli Incurabili over de Rio Torresele, en waar de kleine Chiesa dello Spirito Santo is gelegen.
- de Zattere ai Saloni, beginnend aan de ponte de Ca' Balà over het kanaal Rio de la Fornasa, gedomineerd door de Magazzini del Sale en eindigend op de Punta della Dogana.